# کوستاچیارو
کوستاچیارو (به ایتالیایی: Costacciaro) یک کومونه در ایتالیا است که در استان پروجا واقع شده‌است.

## خصوصیات
کوستاچیارو ۴۱٫۳ کیلومترمربع مساحت و ۱٬۳۱۹ نفر جمعیت دارد و ۵۶۷ متر بالاتر از سطح دریا واقع شده‌است.